# Левинов медояд
Левинов медояд (Meliphaga lewinii) е вид птица от семейство Meliphagidae.

## Разпространение
Видът е разпространен в Австралия.